# 방뒤제이제르
방뒤제이제르(프랑스어: Banc du Geyser / Banc du Geysir)는 인도양의 환초로 프랑스령 마요트에서 북동쪽으로 110km 떨어진 지점에 위치해 있다.
사람이 살 수 없는 암초이지만 프랑스가 실효지배를 하고 있으며, 프랑스령 남방 및 남극 지역이 관할하는 인도양 군도의 하나로 보고 있다. 인근의 섬나라인 코모로와 마다가스카르가 영유권을 주장하고 있다. 세 국가의 배타적 경제 수역 (EEZ) 이내에 자리해 있다.

## 지리
방뒤제이제르는 프랑스령 마요트에서 북동쪽으로 110km, 글로리외즈 제도에서 남서쪽으로 122km에서, 마다가스카르 최북단 지점에서 서쪽으로 300km 떨어진 지점에 위치해 있다. 마요트섬과는 별개의 지형에 위치해 있으며 둘 사이의 해저지형은 깊이 3,500m에 달한다.
방뒤제이제르의 길이는 약 8km, 너비는 5km, 내해를 비롯한 면적은 175km²에 달한다. 해발고도의 경우 남쪽의 가장 큰 암석의 높이가 8m에 달하며, 나머지 암석은 1~3m 남짓이다. 방뒤제이제르의 지형은 크게 세 부류로 나눌 수 있다.
- 썰물 시 해수면 위로 그 일부가 노출되는 암초
  - 서쪽에 위치한 페르아슈발 (Fer à cheval) - 말굽이라는 뜻으로 초승달 모양의 암초이다.
  - 북동쪽에 위치한 이름없는 암초
- 항상 수면아래로 잠겨 있는 주변부 암초 - 남쪽에 위치하며 외부경사와 평탄한 부분으로 이뤄져 있다.
- 수심 20m 이하의 테라스 지형 - 산호가 산발적으로 자라 있다.

한편 방뒤제이제르 외에도 이 일대 해역에는 암초가 몇  자리잡고 있다.
- 방드라젤레 (Banc de la Zélée, 남위 12° 27′  동경 46° 14′  / 남위 12.450°  동경 46.233° ) - 서쪽으로 10 km 떨어진 암초로서, 방뒤제이세르와는 수심 1000m상에서 같은 화산지형으로 만난다. 두 암초 자체가 수중화산의 꼭대기라 볼 수 있다.[4]
- 방뒤보르네오 (banc du Bornéo, 남위 12° 14′  동경 46° 12′  / 남위 12.233°  동경 46.200° ) - 북서쪽 방면에 위치한 암초
- 방뒤비송 (Banc du Bison) - 북쪽 방면에 위치한 암초

### 지질
Baudé (1983)의 연구에 따르면 방뒤제이제르는 마다가스카르섬이 남동쪽으로 이동하면서 발생한 대양 확장 과정에서, 과거 해양지각으로부터 현무암 마그마가 노출되며 형성된 것이다 (판내 화산 이론). 이 때문에 방뒤제이제르는 모래톱이라기보다는 해저지형의 중턱 위에 산호초가 쌓여 형성된 것이라 볼 수 있다. 인근에 이런 식으로 형성된 환초가 많은데 글로리외즈 제도, 쥐앙드노바섬, 트로믈랭섬이 대표적이다.

## 역사
형성시기로만 따지면 1,500만 년 전으로 거슬러 올라가며, 예로부터 항해 시 매우 위험한 암초로 인식되었다. 700년경 아랍인 선원들이 발견하였으며 800년경부터 지도에 표시되었다.
1650년경 스페인 선원들이 이 암초를 다시 발견하고 '산토안토니오 암초' (Arecife de Santo Antonio)라고 불렀다. 이후 1678년 12월 23일 영국 함선 게이시르호 (Geysir, 간헐천)의 선장이 자신의 배 이름을 이곳의 명칭으로 삼았으며 그때부터 '게이시르 암초' (프랑스어로 방뒤제이제르)라"는 명칭이 자리잡았다.
1976년 프랑스로부터 독립한 마다가스카르가 영유권을 주장하는 동시에 합병 선언을 하였다. 이때부터 프랑스와 마다가스카르는 각자의 영토 내에서 배타적 경제 수역 (EEZ)으로 인정받는 200해리 이내에 속한다는 이유로 영유권 주장을 이어가고 있다. 1977년 프랑스는 정식 탐험 조사단인 '방테디' (Benthédi)를 처음으로 파견해 방뒤제이세르 일대에 대한 조사를 벌였다.
1980년 코모로의 아흐메드 압달라 대통령이 프랑스령 글로리외즈 제도에 대한 영유권을 선언하였는데, 그 근거로 방뒤제이제르와 가깝다는 점을 내세우면서, 방뒤제이제르도 코모로의 영토라는 입장을 간접적으로 내비쳤다. 오늘날까지도 프랑스, 마다가스카르, 코모로는 각국의 배타적 경제 수역에 기반해 방뒤제이세르의 영유권을 주장하고 있으나, 세 국가 사이의 배타적 경제수역 경계 조정은 이뤄지지 않고 있다.
1989년에는 어선 이발란 (Yvalann) 호가 처음으로 어업 활동 허가를 받았다. 1996년 새로운 탐험조사가 실시되었으며, 2006년까지 방뒤제이세르 해역의 어업활동 변화를 10년간 비교연구하기 위한 조사가 이루어졌다. 1997년 마호라이족 어부들이 이곳으로 몰려오면서 이례적인 어획량을 기록하기도 했다. 2000년대부터 수십 명의 선주들이 방뒤제이세르를 비롯한 인근 해역의 암초를 헤치기 위한 전용 보트를 장비하기 시작하였다. 어업활동의 증가로 해당 지역의 어획량은 급격히 감소하고 수익성도 급감하여 많은 어선들이 어획을 중단하기에 이르렀다.
2012년 2월 프랑스령 남방 및 남극 지역 행정부는 방뒤제이세르를 포함한 글로리외즈 해양 자연공원을 조성키로 하였다. 글로리외즈 해양공원은 마요트에 이어 프랑스에서 두번째로 큰 자연해양공원으로 기록됐다.

## 환경
2006년 해양생태계 연구조사 당시 놀래기과 43종, 자리돔과 31종, 양쥐돔과 24종, 바리과 23종을 비롯하여 총 52과 355종의 산호어류가 확인되었다. 해삼류도 많이 서식하고 있어 수많은 불법 어선의 어획대상이 되고 있다. 이밖에 남반구 겨울철이 되면 혹등고래가 새끼들과 함께 이곳으로 찾아와 머물며, 암초가 수면 위로 드러나면 수많은 새의 자연 피난처가 된다.
방뒤제이세르에서 스쿠버 다이빙과 낚시를 즐길 수도 있으나, 프랑스 남부 및 남극 지역 행정부의 통제와 허가를 거쳐야 한다. 레저활동을 위해 현장을 찾은 일부 외국 선박들이 프랑스 해군에 체포되고 다이버 장비도 압수되는 사건이 있었다.

## 같이 보기
- 코모로 군도
- 프랑스령 인도양 군도